# Мікеланджело і Папська стеля
Мікеланджело і Папська стеля (англ. Michelangelo and the Pope's Ceiling) — книга 2002 року, написана Россом Кінгом, канадським прозаїком і письменником-публіцистом. У 2003 році вона була номінована на Літературну премію генерал-губернатора (Канада) та премію Національного гуртка книжкових критиків.

## Огляд
Папа Юлій II доручив Мікеланджело Буонарроті розписати стелю щойно відреставрованої Сикстинської капели в Римі. Мікеланджело мав невеликий досвід фрески. Незважаючи на своє початкове небажання та подальші розбіжності з Юлієм, Мікеланджело наполягає. Кінг розглядає низку міфів, створених роками (багато з яких були розповсюджені у кінодрамі «Агонія та екстаз») про процес і завершення фресок.

## Відгуки
У рецензії на книгу 2003 року Кіркус Рев'ю назвала книгу «руйнівним легенди, багато докладним звітом про чотирирічне створення фресок Сікстинської капели».Майкл Макней у своєму огляді для Ґардіан назвав книгу «гарним читанням» і високо оцінив «почуття повсякденного життя та ентузіазм Кінга до основ», але відкинув думку Кінга про те, що «Папа Юлій дозволив Мікеланджело мати владу над іконологією твору», вважаючи це неймовірним. Бойд Тонкін для Індепендент писав, що «Кінг спритно вплітає сучасну вченість Мікеланджело у свою побіжну та захоплюючу розповідь. В результаті вийшла чудова книга, яка спростовує багато легенд».